# 切维·蔡斯圆环
切维·蔡斯圆环（Chevy Chase Circle）是一个交通环岛，位于美国华盛顿哥伦比亚特区切维·蔡斯与马里兰州切维·蔡斯的边界，是西大道、格拉夫顿街、切维蔡斯大道和康涅狄格大道（在马里兰州称为185号州道）的交汇处。圆环中心是弗朗西斯·格里菲斯·纽兰德斯纪念喷泉，纪念内华达州参议员弗朗西斯·格里菲斯·纽兰德斯